# A955 road
Die A955 road ist eine A-Straße in der schottischen Council Area Fife.

## Verlauf
An ihrem Westende zweigt die A955 an einem Kreisverkehr im Zentrum Kirkcaldys von der A921 ab. Grob dem Verlauf der Nordküste des Firth of Forth folgend, führt die Straße durch die östlichen Stadtteile Kirkcaldys und erreicht nach grob fünf Kilometern den Weiler Coaltown of Wemyss. Weiter in nordöstlicher Richtung verlaufend erreicht die A955 East Wemyss und Buckhaven. Sie führt durch Methil, quert den Leven nahe der Mündung und erreicht schließlich die Stadt Leven. Dort bildet sie die Hauptverkehrsstraße des Stadtzentrums. Die A955 verlässt Leven in nordöstlicher Richtung und mündet am Nordrand von Leven an einem Kreisverkehr in die A915 ein.